# 巣鴨新田停留場
巣鴨新田停留場（すがもしんでんていりゅうじょう）は、東京都豊島区西巣鴨一丁目にある東京都交通局都電荒川線（東京さくらトラム）の停留場である。駅番号はSA 22。

## 歴史
- 1911年（明治44年）8月20日：王子電気軌道飛鳥山上（現・飛鳥山） - 大塚（現・大塚駅前）間開通時に開業。
- 1942年（昭和17年）2月1日：王子電気軌道が東京市に買収され、東京市電（現・東京都電車）滝野川線（現・荒川線）の停留場となる。
- 1944年（昭和19年）：戦時体制により滝野川線の営業を休止[2]。
- 1946年（昭和21年）7月10日：滝野川線の営業を再開[3]。

## 停留場構造
相対式ホーム2面2線を有する。
| 乗車ホーム | 路線                            | 方向 | 行先         |
| ---------- | ------------------------------- | ---- | ------------ |
| 西側       | 都電荒川線 （東京さくらトラム） | 上り | 三ノ輪橋方面 |
| 東側       | 都電荒川線 （東京さくらトラム） | 下り | 早稲田方面   |

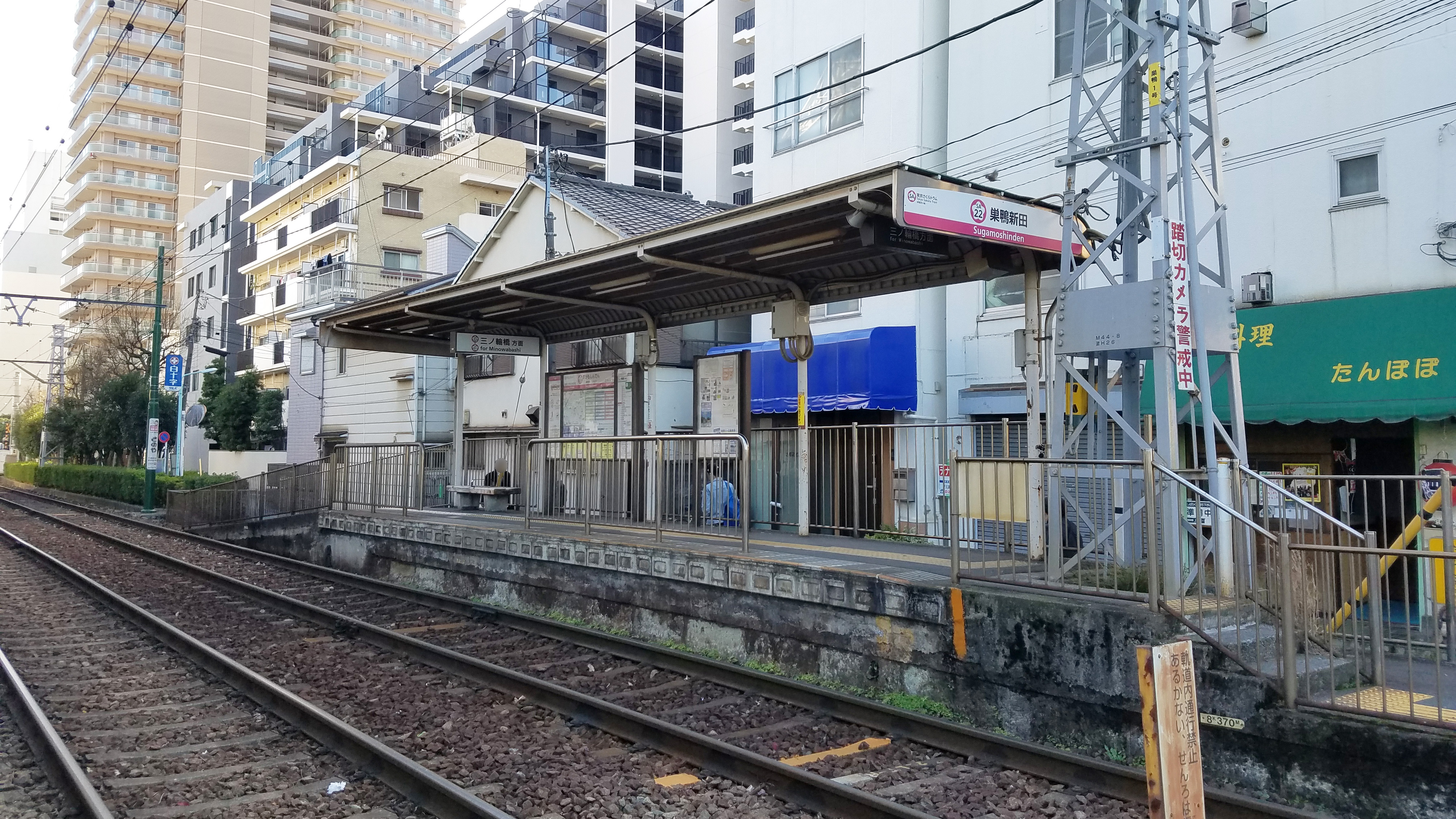
三ノ輪橋方面ホーム（2018年12月）
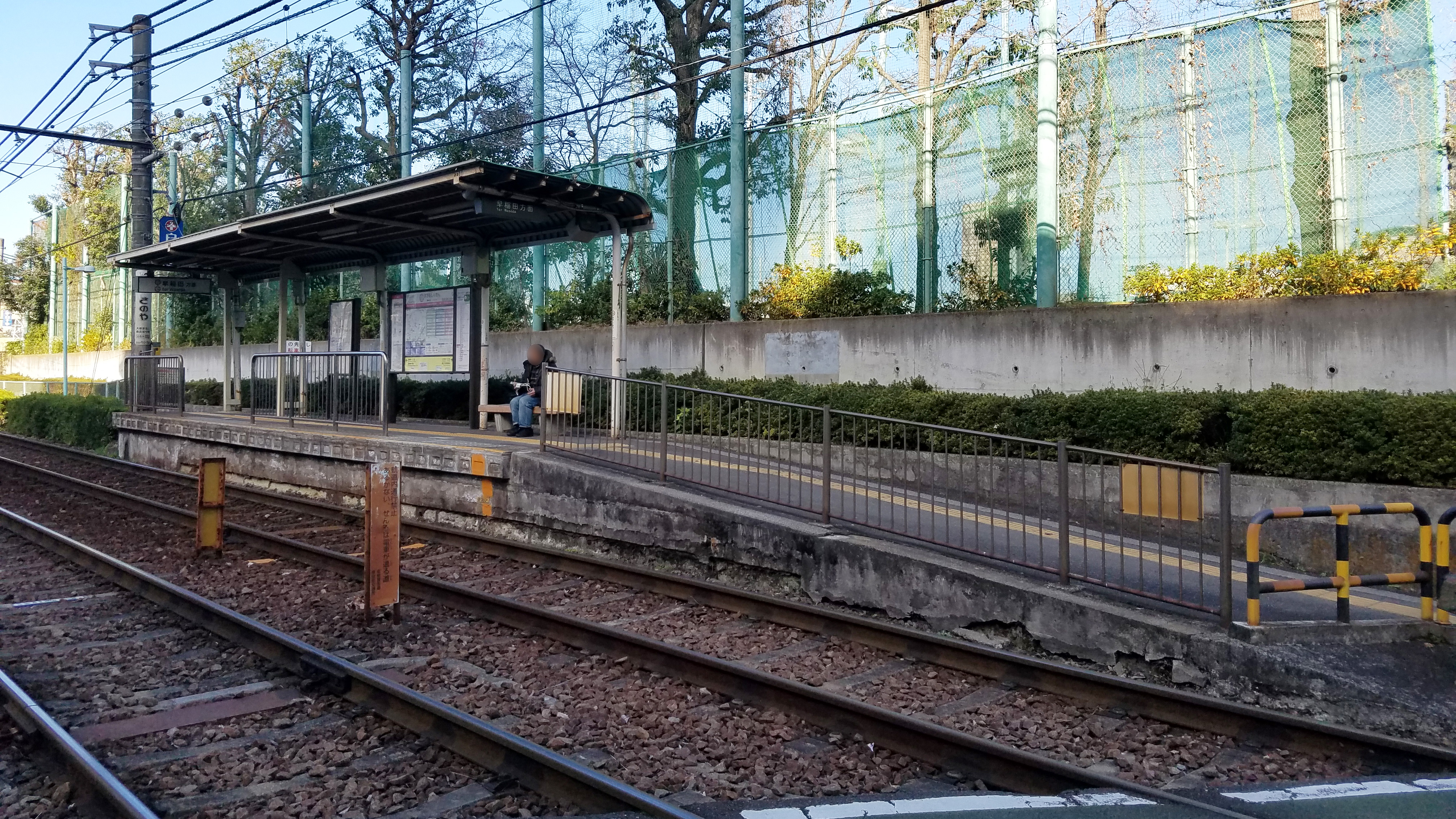
早稲田方面ホーム（2018年12月）

## 停留場周辺
- 東京都立文京高等学校
- 東京電力大塚支社（かつて車庫と王子電気軌道の発電所があった）
- 山口病院
- 東京都立大塚ろう学校
- 巣鴨中学校・高等学校
- 萬劇場
- 豊島区立清和小学校
- JR山手線大塚駅
- 豊島区立西巣鴨公園
- 豊島区立宮仲公園
- 西巣鴨さくらそう保育園

## 隣の停留場
東京都交通局
 都電荒川線（東京さくらトラム）
庚申塚停留場 (SA 21) - 巣鴨新田停留場 (SA 22) - 大塚駅前停留場 (SA 23)